# Qianguo
Qianguo (kinesiska: Kuo-erh-lo-ssu-ch’ien-ch’i, Kuo-ch’ien-chi, Ch’ien-kuo-chen, Ch’ien-kuo-erh-lo-ssu, Ch’ien-kuo-erh-lo-ssu-meng-ku-tsu-tzu-chih-hsien, Ch’ia-la-tien, Ch’ien-kuo-ch’i, 前郭) är en häradshuvudort i Kina. Den ligger i provinsen Jilin, i den nordöstra delen av landet, omkring 140 kilometer norr om provinshuvudstaden Changchun. Antalet invånare är 113 611.
Runt Qianguo är det ganska tätbefolkat, med 90 invånare per kvadratkilometer. Närmaste större samhälle är Fuyu, 8,0 km norr om Qianguo. Trakten runt Qianguo består till största delen av jordbruksmark.
Genomsnittlig årsnederbörd är 692 millimeter. Den regnigaste månaden är juli, med i genomsnitt 176 mm nederbörd, och den torraste är januari, med 5 mm nederbörd.